# شاخص هنگ سنگ
شاخص هنگ سنگ (انگلیسی: Hang Seng Index)
شاخص بازار سهام بورس هنگ کنگ است، که از آن برای ثبت و نظارت بر تغییرات عملکرد روزانه بزرگترین شرکت‌های فعال در بازار بورس هنگ کنگ استفاده می‌شود. این ۵۰ شرکت در حدود ۵۸٪ از ارزش بازار سرمایه بورس هنگ کنگ را تشکیل می‌دهند.
شاخص هنگ سنگ در ماه نوامبر سال ۱۹۶۹ آغاز به کار کرد و در حال حاضر شاخص اصلی عملکرد کلی بازار بورس اوراق بهادار در هنگ کنگ محسوب می‌شود. این شاخص هم‌اکنون توسط شرکت شاخص‌های هنگ سنگ، که از شرکت‌های تابعه هنگ سنگ بانک است، مدیریت می‌شود.